# Euproctis servilis
Euproctis servilis är en fjärilsart som beskrevs av Walker 1865. Euproctis servilis ingår i släktet Euproctis och familjen tofsspinnare. Inga underarter finns listade i Catalogue of Life.